# Saveh (Verwaltungsbezirk)
Saveh (persisch شهرستان ساوه) ist ein Schahrestan in der Provinz Markazi im Iran. Er enthält die Stadt Saveh, welche die Hauptstadt des Verwaltungsbezirks ist. 

## Kreise
- Zentrum
- Nobaran

## Demografie
Bei der Volkszählung 2016 betrug die Einwohnerzahl des Schahrestan 283.538. Die Alphabetisierung lag bei 89 Prozent der Bevölkerung. Knapp 92 Prozent der Bevölkerung lebten in urbanen Regionen.
| Zensusjahr | Einwohnerzahl |
| ---------- | ------------- |
| 2011       | 259.030       |
| 2016       | 283.538       |